# Серебряная раковина лучшему актёру

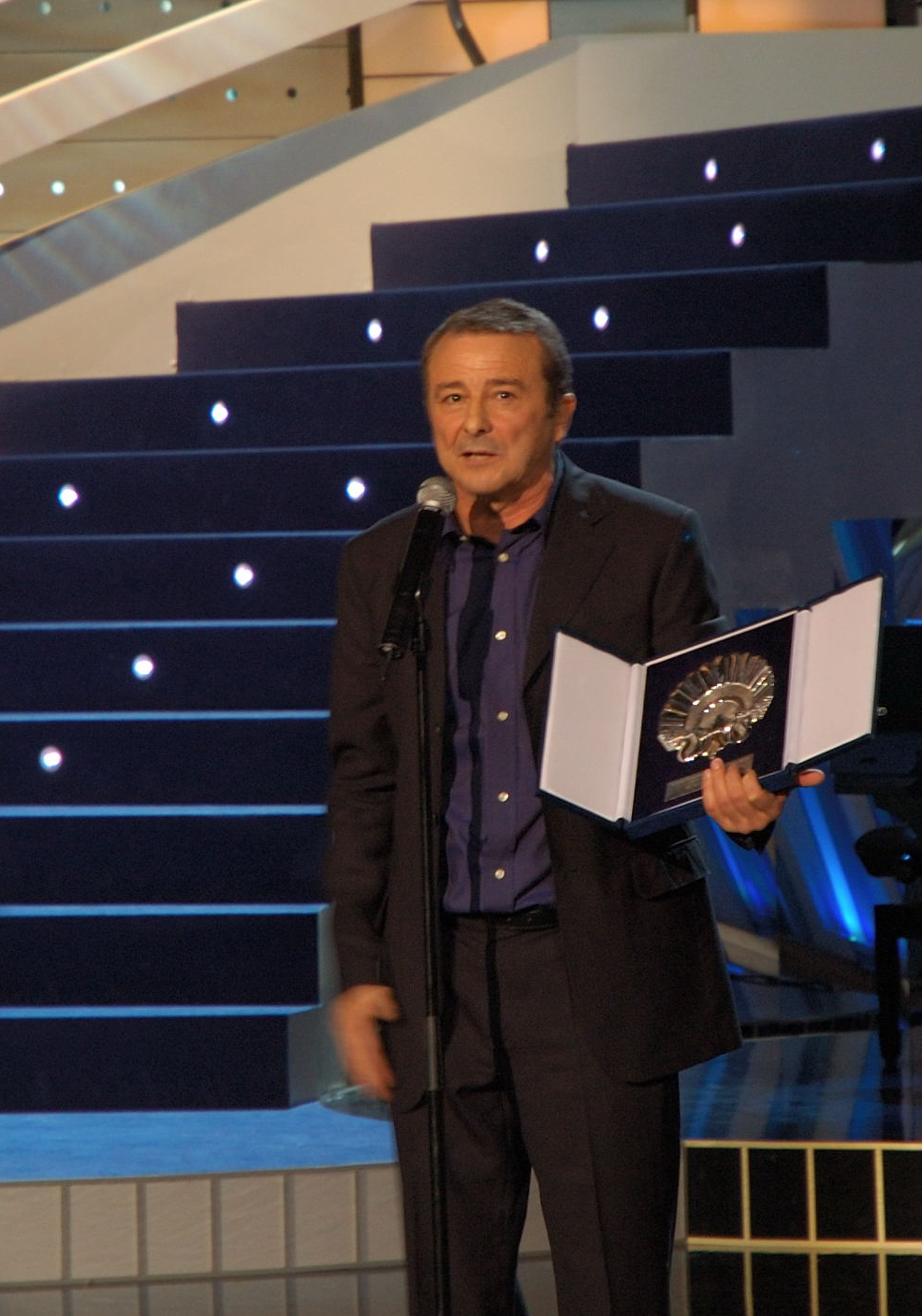
Испанский актёр Хуан Диего, лауреат «Серебряной раковины лучшему актёру» 2006 года

«Серебряная раковина лучшему актёру» (исп. Concha de Plata al mejor actor) — официальная награда Международного кинофестиваля в Сан-Себастьяне, присуждаемая его официальным жюри за лучшее исполнение мужской роли в фильме, представленном в основном конкурсе кинофестиваля. До кинофестиваля 1960 года премия носила название «Премия Сулуэты за лучшую мужскую роль», в 1961—1989 годах была известна как «Премия Сан-Себастьяна за лучшую мужскую роль». Современное название появилось в 1990 году.

## Лауреаты «Серебряной раковины за лучшую мужскую роль»
| Год  | Актёр                                                                 | Фильм                                        |
| ---- | --------------------------------------------------------------------- | -------------------------------------------- |
| 1953 | Франсиско Рабаль                                                      | Всегда есть дорога в правую сторону          |
| 1954 | Энрике Диосдадо                                                       | Северный ветер                               |
| 1956 | Отто Эдуард Хассе                                                     | Канарис                                      |
| 1957 | Шарль Ванель                                                          | Сыр-бор                                      |
| 1958 | Кирк Дуглас Джеймс Стюарт                                             | Викинги Головокружение                       |
| 1959 | Адольфо Марсильяч                                                     | Перейти к славе                              |
| 1960 | Ричард Аттенборо Джек Хокинс Брайан Форбс Роджер Ливси Найджел Патрик | Лига джентльменов                            |
| 1961 | Герт Фрёбе                                                            | Мошенник и Господь Бог                       |
| 1962 | Питер Селлерс                                                         | Вальс тореадоров                             |
| 1963 | Джек Леммон                                                           | Дни вина и роз                               |
| 1964 | Ричард Аттенборо Морис Биро                                           | Сеанс дождливым вечером Приключения Салавина |
| 1965 | Марчелло Мастроянни                                                   | Казанова-70                                  |
| 1966 | Фрэнк Финлей                                                          | Отелло                                       |
| 1967 | Джон Миллс Морис Роне                                                 | Дела семейные Скандал                        |
| 1968 | Сидни Пуатье Клод Риш                                                 | Ради любви к плющу Люблю тебя, люблю         |
| 1969 | Никол Уильямсон                                                       | Смех в темноте                               |
| 1970 | Иннокентий Смоктуновский Золтан Латинович                             | Чайковский Путешествие вокруг моего черепа   |
| 1971 | Витторио Гассман                                                      | Бранкалеоне в крестовых походах              |
| 1972 | Фернандо Рей Хаим Тополь                                              | Сомнение Следуй за мной!                     |
| 1973 | Лино Вентура Джанкарло Джаннини                                       | С Новым годом! Это я!                        |
| 1974 | Мартин Шин                                                            | Пустоши                                      |
| 1975 | Аль Пачино                                                            | Собачий полдень                              |
| 1976 | Здислав Козень                                                        | Приговорённый                                |
| 1977 | Эктор Альтерио                                                        | Даже Богу неизвестно                         |
| 1978 | Хосе Сакристан                                                        | Человек по имени Цветок осени                |
| 1979 | Нельсон Вильягра                                                      | Пропавшие пленники                           |
| 1985 | Пётр Сивкевич                                                         | Yesterday                                    |
| 1986 | Эрнесто Гомес Крус                                                    | Империя судьбы                               |
| 1987 | Иманоль Ариас                                                         | Луте: Он передвигается или взрывается        |
| 1988 | Фернандо Рей                                                          | Зимний дневник Аромат преступления           |
| 1989 | Ари Бери                                                              | Tusztorténet                                 |
| 1990 | Мули Джарджу                                                          | Письма Алу                                   |
| 1991 | Силу Сеппала                                                          | Зомби и призрак-поезд                        |
| 1992 | Роберто Соса                                                          | Патрульный                                   |
| 1993 | Хуан Эчанове                                                          | Мадрехильда                                  |
| 1994 | Хавьер Бардем                                                         | Считанные дни Детектив и смерть              |
| 1995 | Николас Кейдж                                                         | Покидая Лас-Вегас                            |
| 1996 | Майкл Кейн                                                            | Кровь и вино                                 |
| 1997 | Федерико Луппи                                                        | Мартин А                                     |
| 1998 | Иэн Маккеллен                                                         | Боги и монстры                               |
| 1999 | Жак Дюфило                                                            | Что есть жизнь?                              |
| 2000 | Джанфранко Бреро                                                      | Красные чернила                              |
| 2001 | Дюзгюн Айхан                                                          | Бегство в рай                                |
| 2002 | Лю Пейци                                                              | Вместе                                       |
| 2003 | Луис Тосар                                                            | Возьми мои глаза                             |
| 2004 | Ульрих Томсен                                                         | Братья                                       |
| 2005 | Хосе Хуан Бальеста                                                    | 7 девственниц                                |
| 2006 | Хуан Диего                                                            | Уйди от меня                                 |
| 2007 | Генри О                                                               | Тысяча лет хороших молитв                    |
| 2008 | Оскар Мартинес                                                        | Опустевшее гнездо                            |
| 2009 | Пабло Пинеда                                                          | Я тоже                                       |
| 2010 | Коннор Маккэррон                                                      | Отморозки                                    |
| 2011 | Антонис Кафедзопулос                                                  | Несправедливый мир                           |
| 2012 | Хосе Сакристан                                                        | Мертвец и быть счастливым                    |